# Дружба (Могилів-Подільський район)
Дру́жба (до 1963 р. — Погоріла) —  село в Україні, у Мурованокуриловецькій селищній громаді Могилів-Подільського району Вінницької області.

## Історія
Біля села Дружба знайдено посуд черняхівської культури.
Перша письмова згадка датується 1174 роком під назвою Товста, після спалення татарами — Погоріла.
Село лежить на землях давнього Пониззя, які активно освоювалися в XI ст. Теребовлянським князівством, яке в XII ст. об'єдналося з Галицьким князівством.
Після вторгнення монголів, Пониззя в цілому і Бакотська волость зокрема, відігравали роль буферної зони між Руським королівством і Золотою Ордою.
Після боротьби за спадщину Руського королівства в XIV ст. ці землі протягом деякого часу належать Подільському князівству, де правили небожі литовського князя Ольгерда, внуки Гедиміна — князі Коріятовичі.
у 1388 році володарі Подільського князівства Коріатовичі надали Бакотську волость з численними селами воєводі Немирі.
в 1434 р. в результаті Подільської війни між Великим князівством Литовським і Польським королівством територія відійшла королівству Польському.
13 ст. — Пониззя, Бакотська волость
14 — 15 ст. Поділля, Бакотська волость
За адміністративним поділом 16 ст. — Летичівський повіт, Подільське воєводство
За адміністративним поділом 19 ст. — Могилівський повіт, Кукавська волость
За адміністративним поділом 20 ст. — Мурованокуриловецький район
В першій половині XVII ст. село перебуває на землях магнатів Язловецьких гербу Абданк і відоме з судових процесів — на спустошені в XV ст. татарськими набігами придністровські землі, втікали селяни із сіл, що належали шляхті. Ці процеси описує Михайло Грушевський у своїй монографії 1894 р. «Барське староство». Також він згадує, що колись існували два невеликих замки, які обороняли ці землі - у Галайківцях та Вищеольчедаєві.
В Кам'янецьких земських книгах село зустрічається в різних варіантах назви: 1625 р. село Караєць (Karajec); містечко Тłuste, воно ж Pohoryła, село Тłuste; 1627 р. село Pohoryła; 1681 р. село Pohoriła.
У 1672—1699 рр. ці землі були під владою Османської імперії, яка утворила тут Подільський еялет. Село було в Кам'янецькому санджаці, Жванської нахії.
В 1757 р. дідичем (власником) був Домінік Дідушицький гербу Сас — молодший син Яна, Теребовлянського хорунжого, і брат Тадеуша, чашника великого коронного, народився 1727 р., помер в Дідушичах 1804 р., отримав від імператриці Марії-Терезії спадковий титул австрійського графа в 1777 р. Будучи королівським полковником, отримав Бахтинське староство.
1793 р., внаслідок 2-го поділу Речі Посполитої, село опинилося в Російській імперії.
Близько 1820 р. Погоріла належала Іжицьким (гербу Боньча): Якубу, Юзефу, Ігнатію, колишньому хорунжому могилівського повіту і Матеушу, ушицькому судді, пізніше став маршалком дворянства Ушицького повіту, побудував палац в селі Нишівці. Матеуш заплативши співспадкоємцям, став єдиним власником села - після нього село отримала його дочка Каміла (1830 р.н.)
1895 р. місцевим священиком був Євфимій Озерянський.
Станом на 1898 рік в селі було дві власниці: дочка Каміли — Марія Богданович з дому Олізар гербу Хоругви Кмітів (1849—1928) та Ванда Скибневська, до шлюбу Сіраковська. Маєтком керував Мар'ян-Каєтан Грохольський [Архівовано 14 липня 2020 у Wayback Machine.] (1860—1899) гербу Сирокомля, чоловік дочки Марії Богданович — Ванди [Архівовано 9 липня 2020 у Wayback Machine.].
На початку 20 ст. в селі діяла церковно-приходська школа. Село належало графині Грохольській (дочка Марії, внучка Каміли Олізар, до шлюбу Іжицька — Ванда Грохольська [Архівовано 9 липня 2020 у Wayback Machine.], до шлюбу Богданович (1870—1933). Основний маєток [Архівовано 16 липня 2020 у Wayback Machine.] мала в Підбереззі на Волині. Нащадки її дочок Ірени і Марії: Ковнацькі та Червіньські живуть і в наш час у Польщі та Швеції.
Очевидно, що помістя було продане, бо в 1914 році власником 717 поміщицьких десятин в селі (783,3 га) вже був Гризевич Михайло Михайлович.
7 (20) листопада 1917 року, відповідно до Третього Універсалу Української Центральної Ради, увійшло до складу Української Народної Республіки.
10 вересня 1918 р. — С. Кисельов (Подільський губернський староста Української Держави) написав листа командиру 25 австро-угорського корпусу з проханням про відкладення стягнення контрибуції з мешканців с. Погоріла Могилів-Подільського повіту за участь в розграбуванні Мурованокуриловецького цукрового заводу, в зв'язку з неврожаєм.
Після останніх боїв поблизу села підрозділів УНР проти більшовиків у листопаді 1920 року, в селі, наступаючими більшовиками, розстріляний полонений вояк Дієвої армії УНР, похований на старому цвинтарі (місце не встановлене).
26 березня 1922 р. революційним трибуналом, який розглядав виконання продподатку в Кукавській волості, було засуджено 116 жителів села, на 5, 3 і 1,5 роки з конфіскацією інвентаря «живого і мертвого».
Під час проведеного радянською владою Голодомору 1932—1933 років померло від 462 до 930 мешканців села. Багато дітей стало сиротами, а хати спорожніли.
Частина селян були репресовані більшовиками в 1937-1938 роках, зокрема, 9 квітня 1938 року був розстріляний у Вінниці Гаманюк Іван Федорович (деякий час був головою Погорільської сільської ради), 3 березня 1938 року розстріляний у Вінниці Файдюк Петро Онисимович, 27 січня 1938 року у Могилеві-Подільському розстріляний директор школи Габрух Олександр Мойсейович. Родичі репресованих дізналися про їхню долю лише під час нацистської окупації і німецького розслідування масових вбивств НКВС у Вінниці.
З 18 липня 1941 до 22 березня 1944 року село було під нацистською окупацією. В березні 1944 в селі поховані двоє загиблих солдат РСЧА.
В 1944—1947 рр. навчав дітей біології та очолював школу, відомий подільський педагог-новатор — Федір Степанович Бацура
В 1963 році село перейменоване в честь українсько-польської дружби, з приїздом польської делегації.
12 червня 2020 року, відповідно до Розпорядження Кабінету Міністрів України № 707-р «Про визначення адміністративних центрів та затвердження територій територіальних громад Вінницької області», увійшло до складу Мурованокуриловецької селищної громади.
19 липня 2020 року, в результаті адміністративно-територіальної реформи та ліквідації Мурованокуриловецького району, село увійшло до складу новоутвореного Могилів-Подільського району.
22 червня 2023 року рішенням Національної комісії зі стандартів державної мови віднесено до списку населених пунктів, які можуть не відповідати лексичним нормам української мови, зокрема стосуватися російської імперської політики (російської колоніальної політики). Громаді рекомендовано обґрунтувати доцільність збереження поточної назви або запропонувати нову назву в установленому законодавством порядку.

## Населення
Населення становить 713 осіб.

### Мова
Розподіл населення за рідною мовою за даними перепису 2001 року:
| Мова       | Відсоток |
| ---------- | -------- |
| українська | 99,44%   |
| російська  | 0,56%    |

## Пам'ятки

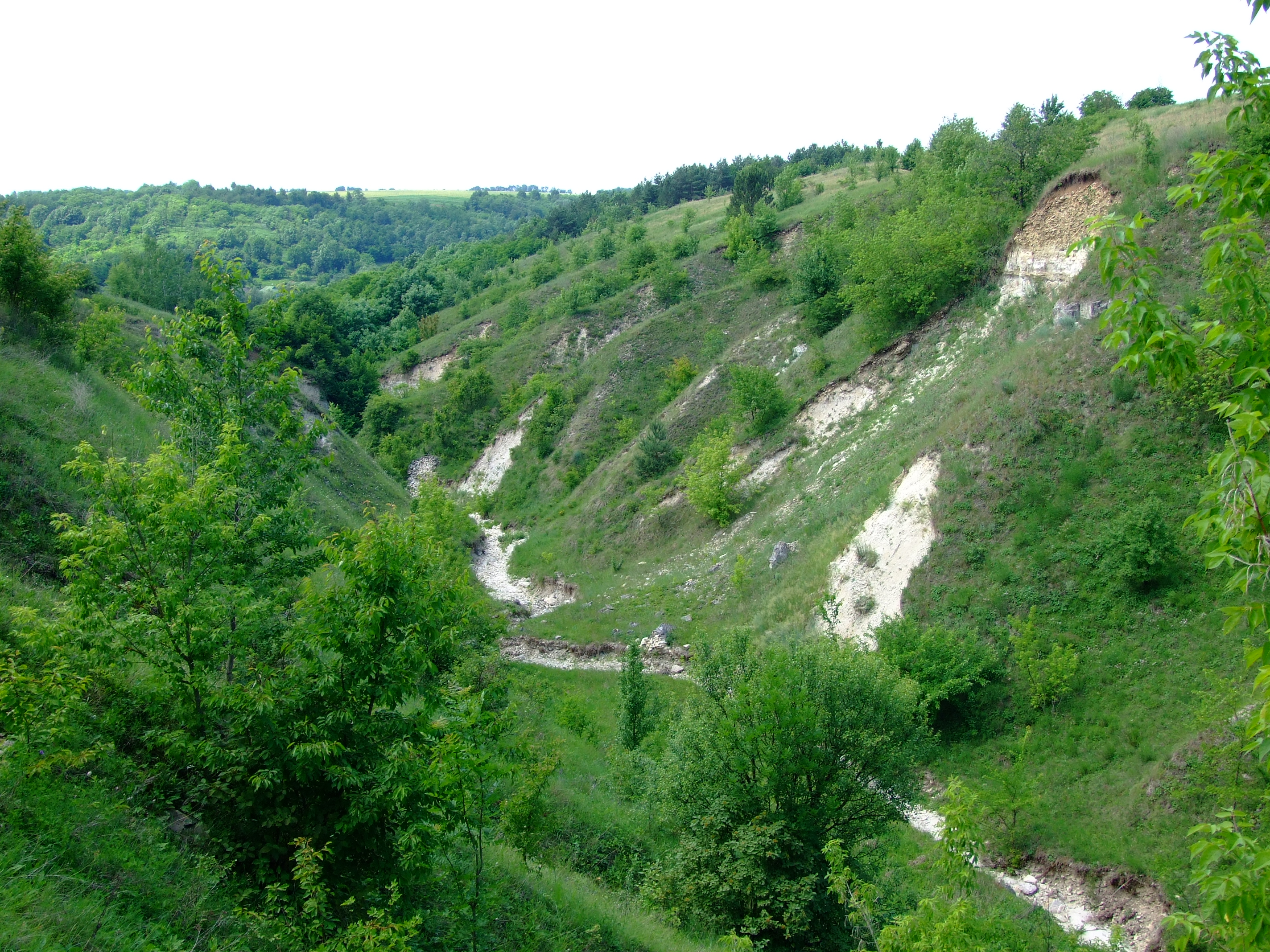
Шкаліків яр

- Шкаліків яр — заповідне урочище

### Церква Знесіння
Церква Знесіння збудована у 1730 р. — дерев'яна триверха, з опасанням, спочатку мала ґонтовий дах, потім — залізний. Дерев'яна дзвіниця на кам'яному фундаменті збудовано одночасно з церквою, окремо від неї [ПЦ, c. 745—746]. Церква розібрана під час колективізації. На тому ж місці побудована нова церква Вознесіння Господнього. Відповідно і храмове свято в селі відзначається на Вознесіння.